# 디 아더 맨
디 아더 맨(The Other Man)은 영국에서 제작된 리처드 이어 감독의 2008년 드라마, 미스터리 영화이다. 리암 니슨 등이 주연으로 출연하였고 프랭크 돌거 등이 제작에 참여하였다.
이 영화는 2008년 개봉되었으며 박스 오피스 봄이 되었다. (1500만 달러 제작비, 100만 달러 수익)

## 출연

### 주연
- 리암 니슨
- 안토니오 반데라스
- 로라 리니
- 로몰라 가레이

### 조연
- 크레이그 파킨슨
- 패터슨 조셉
- 팸 페리스

## 제작진
- 원작자: 베른하르트 슐링크
- 라인프로듀서: 우테 레오나르트
- 미술: 젬마 잭슨
- 세트: 사라 위틀
- 의상: 콘소라타 보일
- 의상: 포비 드 게이
- 배역: 니나 골드